# آشپزخانه

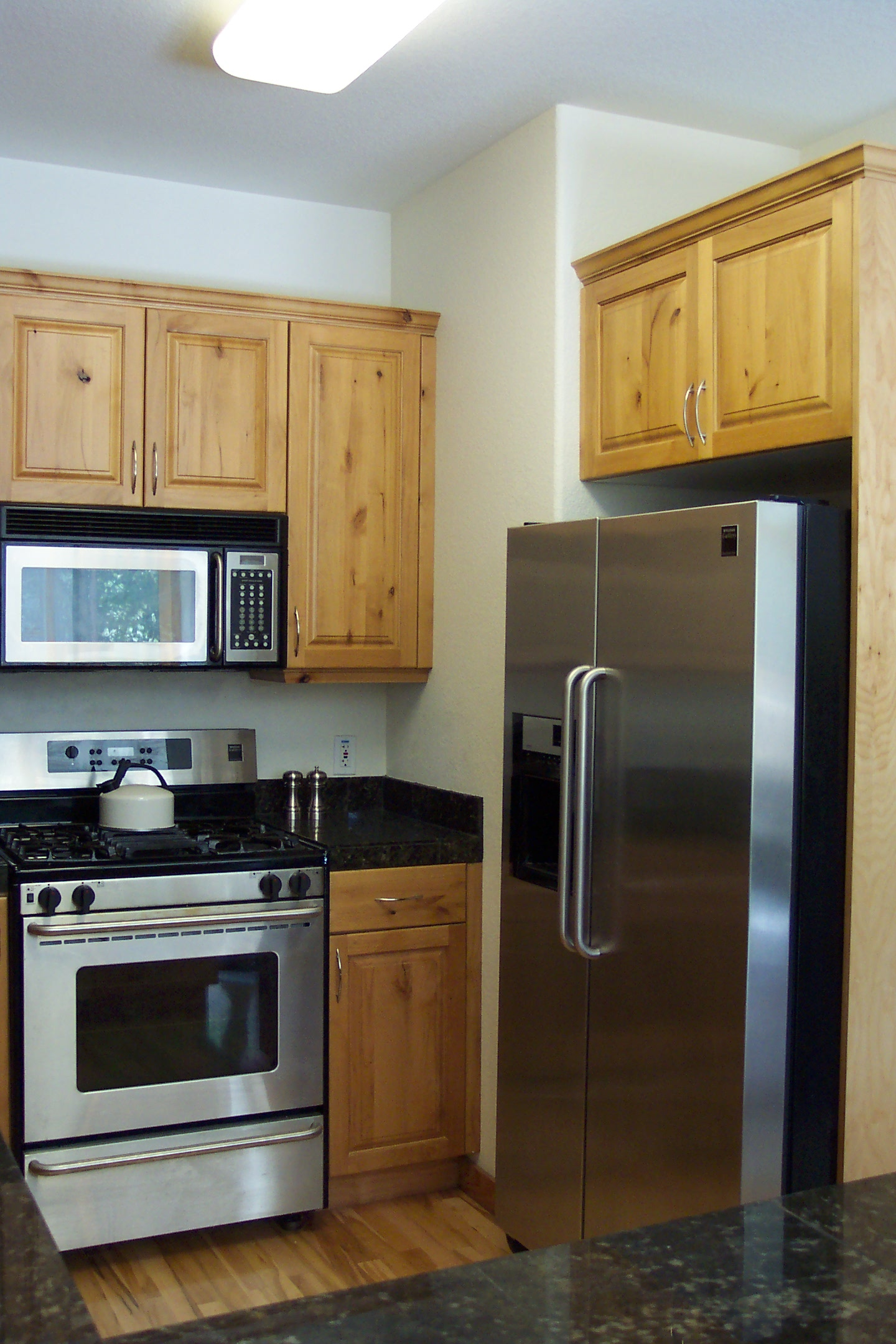
یک آشپزخانهٔ امروزی در خانه

آشپزخانه یا مطبخ (به انگلیسی: Kitchen) به اتاق یا بخشی از اتاقی گفته می‌شود که برای آشپزی و تهیهٔ خوراک در خانه یا مکان تجاری استفاده می‌شود. آشپزخانهٔ مسکونی مدرن و متوسط به‌طور معمول مجهز به اجاق گاز، سینک ظرف‌شویی با آب گرم و سرد، یخچال، میز کار و کابینت آشپزخانه است که مطابق با یک طرح مدولار مرتب شده‌اند. بسیاری از خانواده‌ها به‌صورت تکمیلی دارای دستگاه مایکروویو، ماشین ظرفشویی و سایر وسایل برقی هستند. وظایف اصلی آشپزخانه ذخیره و پخت موارد اولیه برای تهیه و پخت غذا (و انجام کارهای مرتبط مانند ظرف‌شویی) است. همچنین ممکن است از فضای آن یا منطقهٔ نزدیک به آن برای صرف غذا (یا وعده‌های غذایی کوچک مانند صبحانه)، سرگرمی و لباس‌شویی استفاده شود. طراحی و ساخت آشپزخانه یک بازار عظیم در سراسر جهان است.
آشپزخانه‌های تجاری در رستوران‌ها، سفره‌خانه‌ها، هتل‌ها، بیمارستان‌ها، مکان‌های آموزشی و محل کار، پادگان‌های نظامی و مؤسسات مشابه یافت می‌شوند. این آشپزخانه‌ها به‌طور کلی بزرگ‌تر و مجهز به تجهیزات بزرگ‌تر و سنگین‌تر از آشپزخانه‌های مسکونی هستند. به‌عنوان مثال، یک رستوران بزرگ ممکن است دارای یخچال بزرگ در ابعاد یک اتاق و یک ماشین ظرفشویی تجاری بزرگ باشد. در بعضی موارد از تجهیزات آشپزخانهٔ تجاری مانند سینک ظرفشویی در محیط خانه استفاده می‌شود زیرا سهولت استفاده برای تهیهٔ غذا و دوام بالا را دارد.

## شرایط یک آشپزخانهٔ خوب
یک آشپزخانهٔ خوب دارای شرایط زیر است:
لزوم نورپردازی مناسب
در آشپزخانه‌های قدیم که مانند امروز دارای کابینت‌های ثابت و جاسازی شده و محل مشخصی برای اجاق گاز، یخچال و دیگر وسایل آشپزخانه نبودند، نورپردازی اغلب به‌وسیلهٔ یک چراغ آویز سقفی که در مرکز سقف آشپزخانه نصب می‌شد انجام می‌گرفت. چرا که اغلب فعالیت‌های داخل آشپزخانه (مانند آماده‌سازی مواد غذایی) بر روی میز وسط آشپزخانه انجام می‌شد. اما امروزه باید به گونه‌ای این نورپردازی صورت بگیرد تا باعث نشود که آشپز پشت به نور قرار گیرد و باعث خستگی او شود.
لزوم جریان داشتن هوا
یک آشپزخانهٔ خوب همچنین باید به گونه‌ای طراحی شود که هوا در آن جریان داشته باشد و گرما و بوی ناشی از پخت غذا را به خارج منتقل نماید.

## ضوابط معماری یک آشپزخانهٔ استاندارد

### موقعیت آشپزخانه در خانه
آشپزخانه باید شمالی-جنوبی یا شمالی-غربی باشد زیرا دارای هوای گرم است و باید در جبههٔ هوای سردخانه باشد. اگر این امکان وجود نداشته باشد باید به وسیلهٔ بالکن یا ایوان به فضای باز وصل شود. همچنین آشپزخانه باید در مجاورت باغچهٔ سبزیجات و انبار مواد غذایی باشد و به فضای بازی بچه‌ها و ایوان و ورودی دید داشته باشد. اگر سعی شود که آشپزخانه در نزدیکی درِ ورودی یا پارکینگ طراحی شود بهتر است زیرا انتقال مواد غذایی خریداری شده به آشپزخانه راحت‌تر است و در نهایت آشپزخانه باید به اتاق غذاخوری و پذیرایی نزدیک باشد

### مثلث کار در آشپزخانه
آشپزخانه در خانه عمدتاً محل کار است. شخص خانه‌دار مدت زمان زیادی را در آشپزخانه صرف تهیهٔ غذا می‌کند. از این رو چیزی که در طراحی آشپزخانه اهمیت دارد وجود تناسبی است که باعث شود شخص خانه‌دار در زمان کار مسافت کمتری را در آشپزخانه طی کند. برای همین در آشپزخانه وسایل اصلی شامل سینک ظرفشویی و یخچال و اجاق گاز در یک مثلث با نام مثلث کار آشپزخانه قرار می‌گیرد که در استانداردهای معماری، محیط این مثلث باید بین دو عدد ۴٫۸۰ متر و ۶٫۰۰ متر باشد. فاصلهٔ این سه وسیله باید نه آنچنان زیاد باشد که باعث رفت‌وآمد زیاد شود و نه آنچنان کم که محدودهٔ کاری و حرکتی را برای هر یک از آن‌ها مخدوش کند.

### محل قرارگیری وسایل آشپزخانه
محل وسایل آشپزخانه باید طوری طراحی شود که شخص خانه‌دار مدت زمان کمتری بایستد. فضای بین وسیله‌های اصلی آشپزخانه (سینک ظرفشویی، اجاق گاز و یخچال) معمولاً با کابینت پر می‌شود و برای ایجاد فضای بیشتر برای ذخیرهٔ مواد غذایی و… عمق این کابینت‌ها روی زمین ۶۰ سانتی‌متر و در کابینت هوایی ۳۵ سانتی‌متر است؛ زیرا کابینت‌های هوایی میزان وزنی که تحمل می‌کند کمتر است و همچنین کابینت هوایی باید در ارتفاعی که دست انسان می‌رسد قرار گیرد که ارتفاعی در حدود ۲ متر است. اگر قرار باشد پنجره‌ای بین فضای آشپزخانه و پذیرایی باشد این پنجره در راستای چشم انسان قرار می‌گیرد یعنی در ارتفاع ۱۵۰ سانتی‌متر. در آشپزخانه‌هایی که دو ردیف کابینت داریم فاصلهٔ این دو ردیف باید حداقل ۱٫۲ متر باشد.
از آن‌جایی که شخص خانه‌دار مدت زمان زیادی را در مقابل سینک ظرف‌شویی صرف می‌کند بهتر است در مقابل سینک پنجره‌ای رو به فضای باز باشد تا فضای دلنشینی ایجاد کند و باعث رفع خستگی فرد شود و همچنین وجود این پنجره باعث ورود نور خورشید و جریان هوا می‌شود که رطوبت اطراف سینک را از بین می‌برد. این پنجره باید ۲۰ تا ۳۰ سانتی‌متر بالاتر از سینک باشد. طول سینک ظرفشویی دوقلو با سطح آبکشی ۱۵۰ سانتی‌متر است بهترین ارتفاع برای سینک و گاز بین دو عدد ۸۵ سانتی‌متر و۹۲ سانتی‌متر است. برای لوله‌کشی شیر آب سینک باید انشعابی در زیر سینک در نظر گرفته شود که برای ماشین ظرفشویی و ماشین لباس‌شویی استفاده می‌شود. در نتیجه در صورت وجود این دو وسیله در آشپزخانه محل استقرار آن‌ها باید در نزدیک سینک باشد.
اجاق گاز که به منظور پخت‌وپز مورد استفاده قرار می‌گیرد باید در دو طرف خود کابینت کافی داشته باشد و همچنین باید دارای تهویهٔ مناسب باشد. این تهویه باید به‌وسیلهٔ هود انجام گیرد. هواکش این هود اگر در دیوار باشد نباید مسافت زیادی را طی کند تا به فضای باز برسد. در نزدیکی گاز نباید پنجره باشد زیرا جریان هوا موجب خاموشی شعله و در نهایت آتش‌سوزی می‌شود. پهنای استاندارد گاز ۶۰ سانتی‌متر است. یخچال و فریزر چون وسیله‌ای است که عموم افراد خانه از آن استفاده می‌کنند ترجیحاً در نزدیکی ورودی آشپزخانه قرار می‌گیرد. در این رابطه به فضای لازم برای باز کردن در آن‌ها باید توجه کرد. در اطراف یخچال و فریزر باید کابینت باشد. برای راحت‌تر برداشتن و گذاشتن وسایل، پهنای یخچال استاندارد ۶۰ سانتی‌متر است

### دکوراسیون آشپزخانه
طراحی داخلی آشپزخانه نه تنها باید زیبا و به‌روز باشد، بلکه باید از نظر کاربرپذیری و ایمنی نیز مطابق با اصول و قواعد باشد. آشپزخانه یکی از اصلی‌ترین بخش‌ها در طراحی داخلی منزل و در زمان انجام عملیات بازسازی منزل محسوب می‌شود. کابینت‌ها، لوازم آشپزخانه، اکسسوری‌ها از فرش و لوستر تا میز و صندلی، رنگ اصلی فضا، نوع کف‌پوش‌ها و دیوارپوش‌ها همگی باید مطابق با سلیقه و سبک دکوراسیون مورد پسند همه خانه و با استفاده از متریال‌های مقاوم به حرارت و رطوبت باشند. از آنجایی که مرکزیت خانه وقت زیادی را در آشپزخانه می‌گذراند، وظیفه یک طراح ماهر، طراحی صدها آشپزخانه‌ی لوکس و کاربردی در هر متراژی، از یک آشپزخانه کوچک تا بزرگ، را با کمترین هزینه و بیشترین کارایی به عهده دارد.

## بر اساس منطقه

### ایران
در معماری سنتی ایرانی مطبخ یا همان آشپزخانه در بخشی از حیاط یا زیرزمین تعبیه می‌شد. و در عمل فضایی مجزا از فضاهای دیگر محسوب می‌شد. نکتهٔ دیگر خالی بودن فضای آشپزخانهٔ سنتی ایرانی از رنگ است. برخلاف سبک معماری و طراحی سنتی ایرانی که در آن رنگ‌ها و بازی با آن‌ها نقش به‌سزایی دارند؛ آشپزخانه‌ها معمولاً محل‌هایی تاریک، کم‌نور، دود زده و خالی از رنگ‌ها محسوب می‌شدند.

### ژاپن
آشپزخانه‌ها در ژاپن Daidokoro (台所؛ روشن "آشپزخانه") نامیده می‌شوند. Daidokoro جایی است که در یک خانه ژاپنی غذا تهیه می‌شود. تا زمان میجی، آشپزخانه را کامادو (かまど؛ اجاق گاز روشن) نیز می‌نامیدند و گفته‌های زیادی در زبان ژاپنی وجود دارد که کامادو را به‌عنوان نماد خانه در نظر می‌گرفت و حتی می‌توان از این واژه به معنای «خانواده» استفاده کرد.

### چین
آشپزخانه‌ها در چین chúfáng(厨房) نامیده می‌شوند. بیش از ۳۰۰۰ سال پیش، چینی‌های باستان از دینگ برای پختن غذا استفاده می‌کردند. دینگ به شکل ووک و قابلمه ای که امروزه استفاده می‌شود توسعه یافت. در سنت معنوی چینی، یک خدای آشپزخانه مراقب آشپزخانه خانواده است و سالانه دربارهٔ رفتار خانواده به امپراتور جید گزارش می‌دهد. در شب سال نوی چینی، خانواده‌ها دور هم جمع می‌شدند تا برای خدای آشپزخانه دعا کنند تا گزارش خوبی به بهشت بدهد و از او آرزو می‌کردند که در پنجمین روز از سال نو، خبرهای خوبی را به او بدهد.

### هند
در هند، آشپزخانه را «راسوی» (در هندی/سانسکریت) یا «سوآمپک غار» در مراتی می‌نامند و در زبان‌های مختلف منطقه‌ای نام‌های زیادی برای آن وجود دارد.